# Albert Witzel
Pour les articles homonymes, voir Witzel.
Albert Witzel (1879-1929) est un photographe américain, connu en particulier pour ses portraits d'artistes. Il a photographié de nombreux acteurs et actrices de cinéma à Los Angeles.

## Biographie
Né à Deadwood au Dakota du Sud le 25 juin 1879 de parents allemands, il se rend en 1886 à Seattle où il apprend la photographie. Albert Witzel crée un studio de photographie à son nom à Los Angeles en 1909, et se spécialise dans les portraits d'acteurs de théâtre, puis de cinéma dans les années 1910 et 1920. En quelques années il est devenu un des photographes les plus réputés d'Hollywood. Ses photos sont publiées dans des magazines tels que Photoplay ainsi que dans Los Angeles Times lui assurant une grande publicité et promotion de son travail.
Il meurt le 31 mai 1929 après une longue maladie, la tuberculose. Il est enterré au cimetière d'Inglewood.

## Galerie

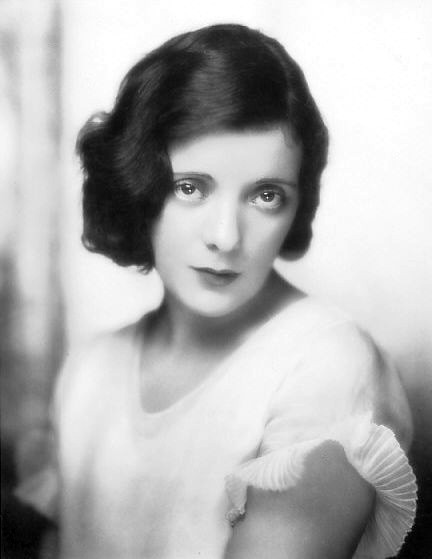
Alma Rubens par Albert Witzel
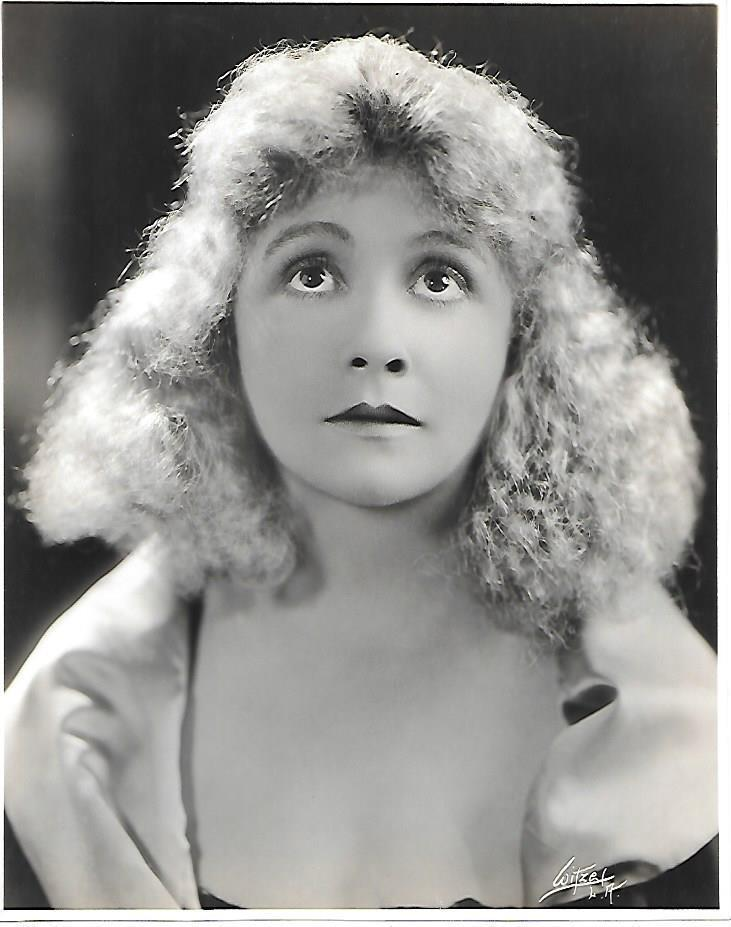
Bessie Barriscale
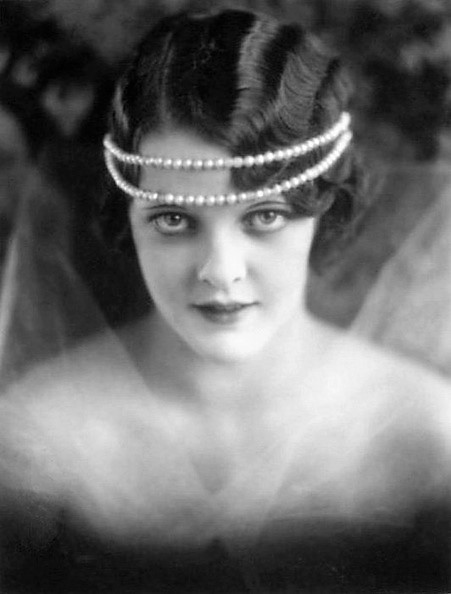
Blanche Mehaffey par Witzel
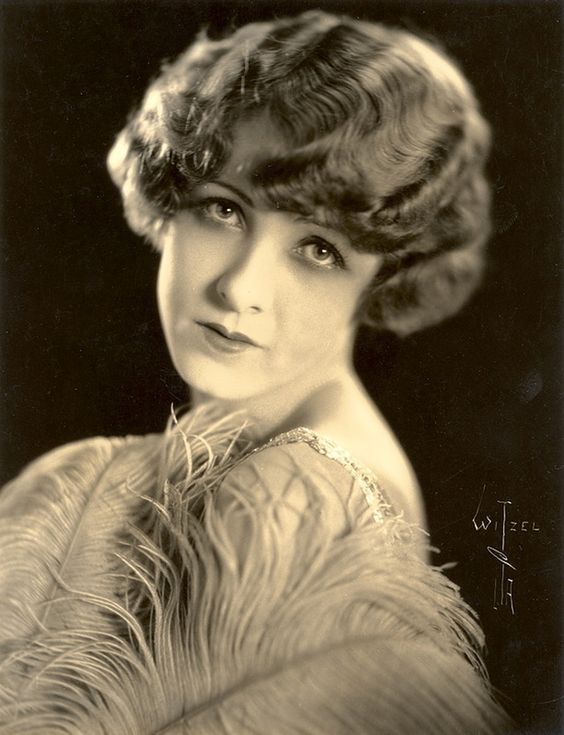
Claire Windsor par Witzel
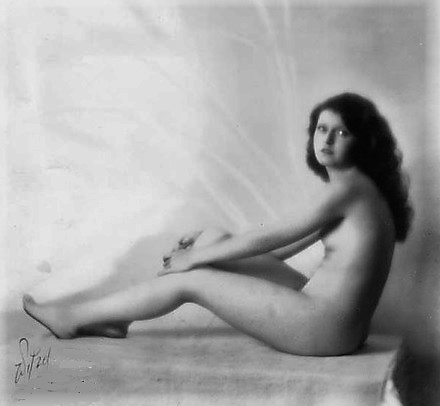
Doris Dawson par Witzel
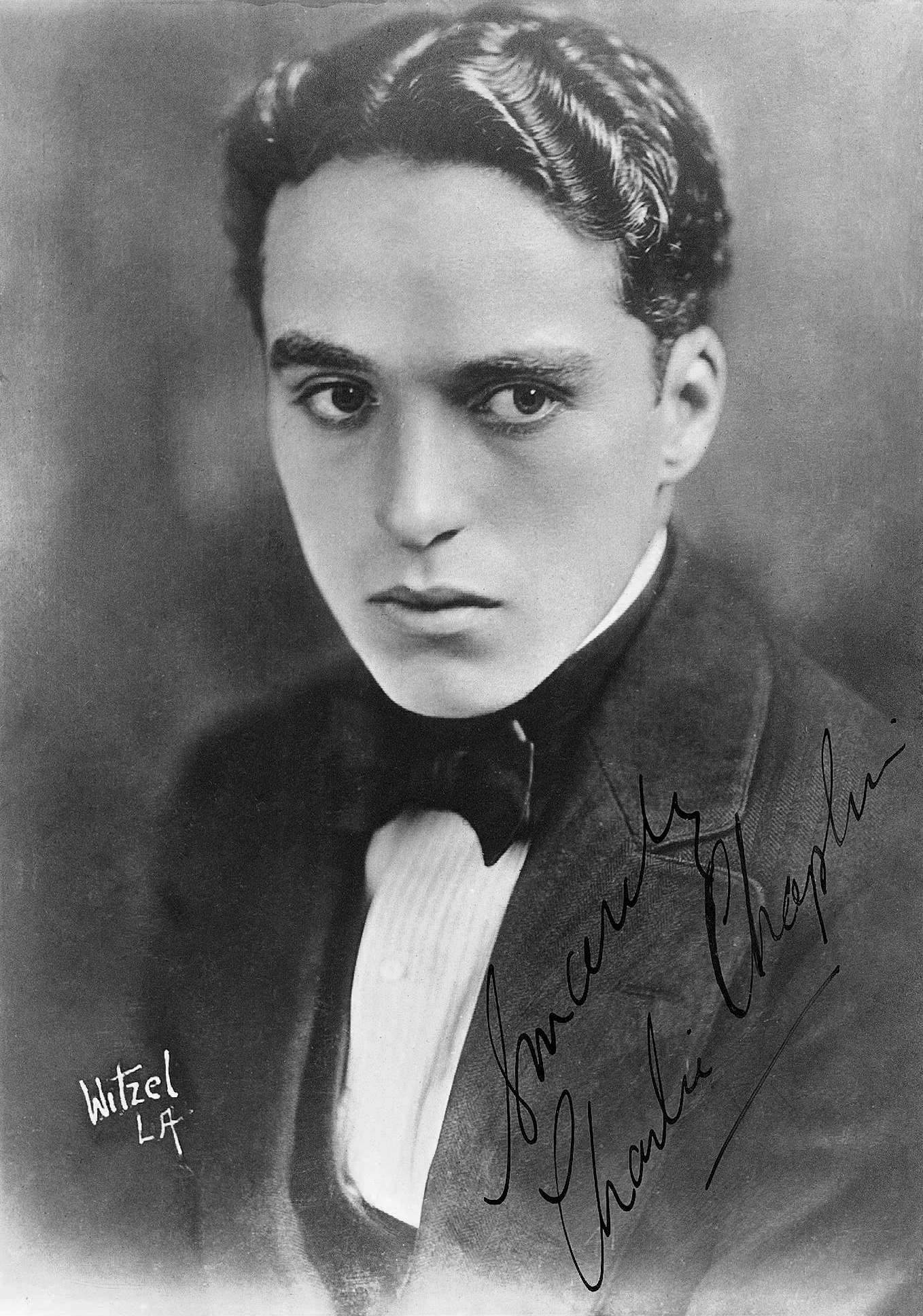
Charlie Chaplin par Witzel
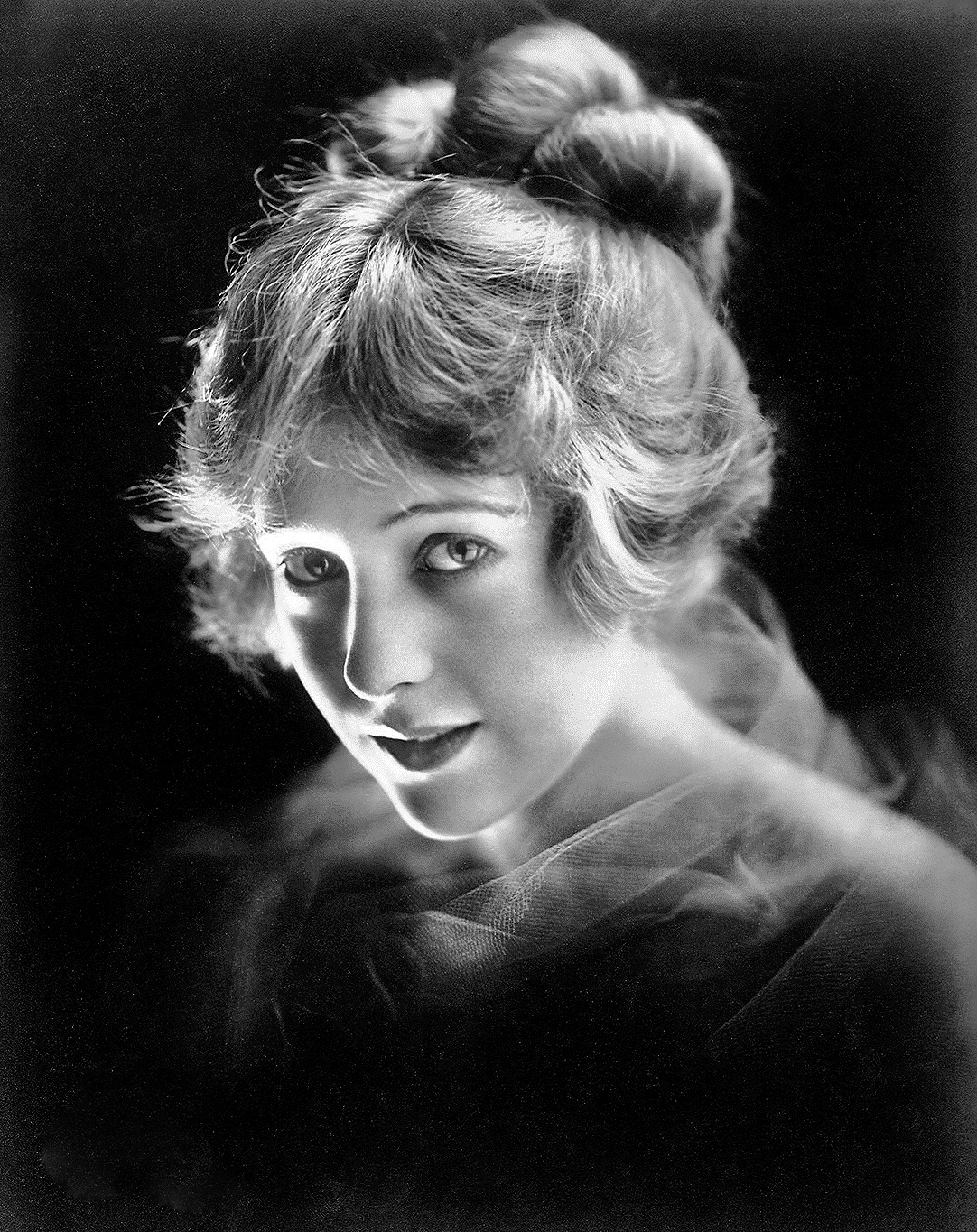
Jewel Carmen par Albert Witzel
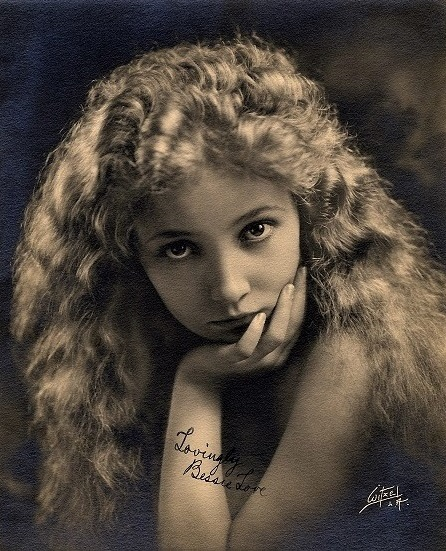
Bessie Love par Witzel
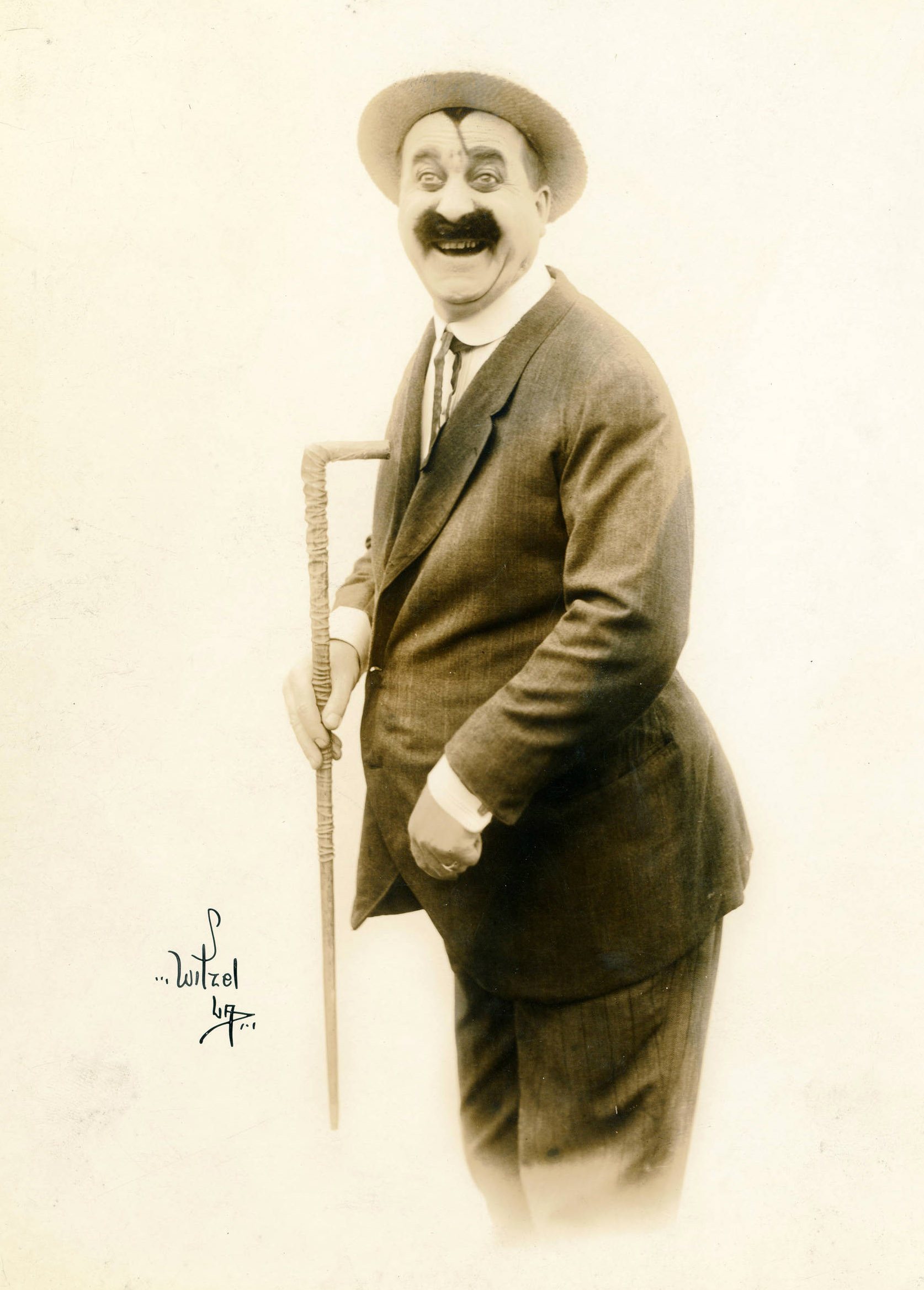
Mack Swain (1920)
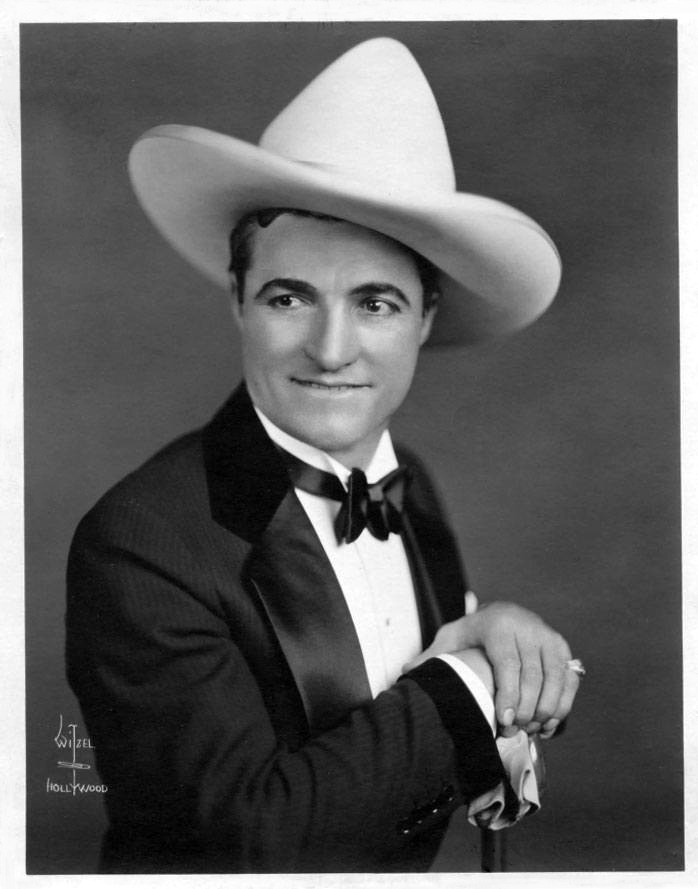
Tom Mix par Witzel